# Microsoft Mathematics
Microsoft Mathematics (trước đây là Microsoft Math) là một phần mềm giáo dục, thiết kế cho Microsoft Windows, cho phép người dùng giải các bài toán về Toán và Khoa học. Được phát triển và duy trì bởi Microsoft, mục tiêu chủ yếu của phần mềm là trở thành một công cụ học tập dành cho học sinh.
Một add-in có hỗ trợ một số chức năng giới hạn của Microsoft Mathematics cũng đã được Microsoft phát hành cho các phiên bản từ 2007 trở lên của Word và OneNote.

## Tính năng
Microsoft Mathematics có nhiều chức năng được thiết kế để giúp cho việc giải các bài toán về Toán, Khoa học và các vấn đề liên quan đến kĩ thuật. Ứng dụng có những công cụ như vẽ đồ thị và đổi đơn vị, giải tam giác. Chương trình cũng hỗ trợ giải phương trình, cung cấp cách giải từng bước chi tiết cho một số phương trình đơn giản, một tính năng thực sự có ích đối với những học sinh đang học những kĩ năng về giải phương trình.
Phiên bản độc lập Microsoft Math 3.0 cũng hỗ trợ giải tích và nhận dạng chữ viết tay, cho phép người dùng viết công thức bằng tay và chúng sẽ được phần mềm tự động nhận dạng.

## Phiên bản
- Microsoft Math 1.0 - Chỉ có trong Microsoft Student 2006
- Microsoft Math 2.0 - Chỉ có trong Microsoft Student 2007
- Microsoft Math 3.0 - Phiên bản đầy đủ tính năng như một sản phẩm phần mềm độc lập và có mặt như một phần của Microsoft Student 2008. Sản phẩm độc lập này cũng là phiên bản đầu tiên của Microsoft Math yêu cầu kích hoạt sử dụng.[2]
- Microsoft Mathematics 4.0 – Phiên bản này được phát hành dưới hai bản là 32-bit và 64-bit, tải về miễn phí từ tháng 1 năm 2011.[3] Nó có giao diện Ribbon.

## Yêu cầu hệ thống
|              | Yêu cầu tối thiểu                                            | Yêu cầu đề nghị                                               |
| ------------ | ------------------------------------------------------------ | ------------------------------------------------------------- |
| CPU          | Pentium 500 MHz hoặc tương đương                             | Pentium 1 GHz hoặc tương đương                                |
| Hệ điều hành | Microsoft Windows XP SP3 hoặc cao hơn                        | Microsoft Windows XP SP3 hoặc cao hơn                         |
| RAM          | 256 MB                                                       | 512 MB                                                        |
| Ổ cứng       | 65 MB trống                                                  | 65 MB trống                                                   |
| Đồ hoạ       | VGA-capable hoặc video card tốt hơn với độ phân giải 640x480 | VGA-capable hoặc video card tốt hơn với độ phân giải 1024x768 |
| Yêu cầu khác | .NET Framework 3.5 SP1 hoặc cao hơn                          | .NET Framework 3.5 SP1 hoặc cao hơn                           |